# Jean-Louis Vigier
Jean-Louis Marie Vigier (Cornellà del Bèrcol, 25 de desembre del 1914 - El Soler, 7 d'octubre del 1992) va ser un polític rossellonès, senador del 1959 al 1980.

## Biografia
Era fill de Raphaël Vigier, alcalde de Cornellà, i de Germaine Jonquères d'Oriola (familiar del genet internacional). Estudià als jesuïtes d'Avinyó i al lycée Saint-Charles de Marsella. Es diplomà a la universitat de Lió i continuà la seva formació a l'escola d'artilleria de Poitiers. Durant la Segona Guerra Mundial es distingí en activitats clandestines a la resistència, portant la xarxa Maurice, que feia passar clandestinament la frontera i, posteriorment, animant la xarxa "Alibi". El 30 de maig del 1944 va ser detingut pels alemanys a París; condemnat a mort, va ser transferit a la ciutadella de Pont-Saint-Esprit, on es tirà daltabaix perquè no el fessin parlar. De resultes, posteriorment obtindria el títol de "Gran invàlid de Guerra" al 100%. Al cap de vint-i-quatre dies de detenció fou alliberat per les tropes aliades en el seu avanç, i va ser nomenat president del Comitè local de l'alliberament de Pont-Saint-Esprit.

Acabada la contesa, prengué l'ofici de periodista, i de maig del 1945 a juliol del 1947 va ser director (PDG) del diari Epoque, des d'on s'enfrontà als comunistes; en crear-se l'RPF s'hi adherí immediatament, i posà el diari a disposició del partit. A l'octubre del 1947 Vigier fou elegit conseller municipal de París i conseller general del departament del Sena en la llista del RPF, que el fa secretari general de l'agrupació a l'Ajuntament de París. En aquell moment dirigia l'"Agence parisienne d'information". Va ser conseller nacional del moviment gaullista (1948, 1949-1950, 1950-1951) i membre del consell departamental del Sena (1951-1952). El 1951 va ser elegit diputat representant el departament del Sena, càrrec que retingué fins al 1958. A l'Assemblea Nacional formà part, primer, de la comissió de premsa, per estar posteriorment a les comissions de justícia i legislació (1953), la d'immunitats parlamentàries (1954, any en què intervingué en el Procés de les fuites) i la de reconstrucció, danys de guerra i allotjament (1955). Progressivament, però, es distancià del gaullisme, de manera que el 24 d'octubre del 1952 defensà l'amnistia a la tribuna de l'Assemblea, dient: 
| « | Tous ceux qui ont souffert n'acceptent pas de se complaire dans la souffrance des autres; loin de nous conduire à un reniement, ce sont les principes mêmes qui nous ont fait opter pour la Résistance qui, aujourd'hui, nous commandent l'indulgence envers ceux qui se sont égarés […]. C'est un honneur d'avoir souffert pour son pays. Sachons en être dignes en décidant que l'heure est venue du pardon. | » |

Al novembre del mateix 1952 va ser expulsat de l'RPF, i fundà a l'ajuntament un grup propi; el 26 d'abril de l'any següent va ser reelegit a l'ajuntament i al consell del Sena en una llista del CNI. A l'Assemblea Nacional defensà, el novembre del 1953, el projecte d'una Comunitat europea de defensa (amb participació americana). En dissoldre's el parlament el 1956, encapçalà la llista del CNI-ARS a la circumscripció del Sena i sortí reelegit; durant aquesta legislatura fou membre de les comissions de premsa i de justícia i legislació. Derrotat en les eleccions del 1958 per a l'Assemblea, el 26 d'abril del 1959 va ser elegit senador, càrrec que ocupà fins que al 3 d'octubre del 1980 dimití per raons de salut. Havia presidit el consell municipal de París de juny del 1958 al març del 1959.
Rebé les distincions de Gran oficial de la Legió d'Honor i la Creu de Guerra 1939-1945 amb palmes i estrelles, la medalla de la Resistència amb roseta, la medalla dels ferits, la medalla dels resistents empresonats, la Military cross i la medalla de la Resistència polonesa. Presidí els Amitiés de la Résistance. Co-dirigí els dos primers volums la Histoire de la résistance, en col·laboració amb Marcel Degliame-Fouché i el també rossellonès Henri Noguères.

## Obres
- Histoire de la résistance en France de 1940 à 1945
  - Primera edició: 5 vol., Robert Laffont, 1967-1981
  - Edició revisada i ampliada: 10 vol., Genève: Crémille et Famot, 1982